# Liangping
För andra betydelser, se Liangping (olika betydelser).
Liangping är ett stadsdistrikt i storstadsområdet Chongqing i sydvästra Kina. Det ligger omkring 160 kilometer nordost om det centrala stadsdistriktet Yuzhong. 
Fram till 2016 hade området status som härad ((kinesiska: 梁平县?, pinyin: Liángpíng xiàn). Liangping härad tillhörde tidigare Sichuan-provinsen, men överfördes till Chongqing när staden fick provinsstatus 1997. 

## Administrativ indelning
Distriktet är indelat i fem stadsdelsdistrikt, 26 köpingar och två socknar.
Stadsdelsdistrikt (jiedao):

- Hexing (合兴街道)
- Jindai (金带街道)
- Liangshan (梁山街道)
- Renxian (仁贤街道)
- Shuanggui (双桂街道)

Köpingar (zhen):

- Ansheng (安胜镇)
- Baijia (柏家镇)
- Bishan (碧山镇)
- Daguan (大观镇)
- Fulu (福禄镇)
- Fuping (复平镇)
- Helin (和林镇)
- Hucheng (虎城镇)
- Huilong (回龙镇)
- Jukui (聚奎镇)
- Lirang (礼让镇)
- Longmen (龙门镇)
- Mingda (明达镇)
- Panlong (蟠龙镇)
- Pingjin (屏锦镇)
- Qixing (七星镇)
- Qushui (曲水镇)
- Shi'an (石安镇)
- Wenhua (文化镇)
- Xingqiao (星桥镇)
- Xinsheng (新盛镇)
- Yinping (荫平镇)
- Yuanyi (袁驿镇)
- Yunlong (云龙镇)
- Zhushan (竹山镇)
- Zizhao (紫照镇)

Socknar (xiang):

- Longsheng (龙胜乡)
- Tiemen (铁门乡)